# Ingrid Schjelderup (football)
Ingrid Schjelderup née le 21 décembre 1987, est une footballeuse internationale norvégienne. Elle au poste de milieu de terrain avec le club italien de la Fiorentina et en équipe de Norvège.

## Biographie

### Parcours en équipe nationale
Elle reçoit sa première sélection en équipe de Norvège le 6 mars 2009, dans le cadre de l'Algarve Cup, lors d'un match contre le Danemark (défaite 2-0).
Elle participe avec la sélection norvégienne à la Coupe du monde 2015 organisée au Canada, puis au championnat d'Europe 2017 qui se déroule aux Pays-Bas. 
Lors du mondial, elle joue deux matchs, contre l'Allemagne et la Côte d'Ivoire. Lors du championnat d'Europe, elle joue trois matchs, contre les Pays-Bas, la Belgique, et le Danemark.

## Palmarès
- Championne de Norvège en 2005 et 2006 avec le Kolbotn IL
- Vainqueur de la Coupe de Norvège en 2007 avec le Kolbotn IL
- Vainqueur de la Supercoupe de Suède en 2010 avec le Linköpings FC